# Slobodan Janković (cestista)
Slobodan Janković, detto Boban (in serbo Слободан Јанковић?; Lučani, 15 dicembre 1963 – Rodi, 28 giugno 2006), è stato un cestista jugoslavo.

## Biografia
Nel 1990 divenne padre di Vladimir, anch'egli cestista.

## Carriera
Dal 1980 al 1992 giocò nel campionato jugoslavo, vestendo i colori di Stella Rossa e Vojvodina Novi Sad, per poi trasferirsi in Grecia al Panionios Atene. A troncarne la carriera fu quanto avvenuto il 28 aprile 1993, durante la gara valida per le semifinali del campionato ellenico tra Panionios e Panathinaikos: uscito dal campo a 6' dal termine per aver commesso il quinto fallo personale, Janković si scagliò per protesta contro la base del canestro ma nell'impatto sbatté volontariamente la testa contro il supporto del canestro. Caduto a terra con gravi perdite di sangue, venne ricoverato in ospedale dove la lesione apparve immediatamente grave. I danni alla colonna vertebrale (frattura 3^ vertebra cervicale e lesione al midollo spinale) riportati nell'impatto ne causarono la paralisi, con Janković condannato alla sedia a rotelle.
Il video della partita e il tragico gesto sono disponibili su fonte aperta e si vede il fallo commesso in attacco, il fischio dell'arbitro, il folle  gesto di rabbia e poi il giocatore crollare a terra e gli inutili soccorsi dei compagni. 
La tetraplegia incompleta (riuscì a recuperare parzialmente l'uso degli arti superiori) cui il giocatore si ritrovò costretto ne causò la morte il 28 giugno 2006, all'età di 42 anni.